# 李炯才
李炯才（1924年1月24日—2016年2月27日），生於馬來西亞槟城州北海，前新加坡駐埃及、印尼、巴基斯坦、南斯拉夫、日本、韓國大使，曾担任記者、新加坡國會議員、人民行動黨中央執行委員、文化政務部長、外交部高級政務部長和總理公署高級政務部長等職。

## 生平
1924年李炯才生於馬來西亞北海，原籍廣東惠州，畢業於鍾靈中學。幼時由於父親早故而由母親扶養長大。少年時第二次世界大戰爆發，日本佔領新加坡ˋ馬來西亞等地，李炯才於是逃到山區依靠舅舅的幫助，由於李坰才精通日語又有日本朋友給予他的良民證，使李炯才逃過日本人的打壓。1945年第二次大戰結束，日本投降，英國政府重新統治東南亞，並在新加坡審理日本戰犯，而李炯才當時擔任海峽時報記者，採訪審理過程。

## 政治生涯
李炯才于1959年開始從政，並加入人民行動黨，1965年新加坡共和國成立，並在新加坡擔任重要職務，直到1988年退休。著作有《出使八國記》、《政治與生活》、《印尼－神話與現實》、《走遍中国--江山如此多娇》、《日本－神話與現實》,《追尋自己的國家》等書，並有英，日，中文版本。